# D'Ací i d'Allà
D'Ací i d'Allà fou el primer magazín català d'estil europeu que engloba diferents temes d'actualitat, com moda, literatura, viatges, curiositats, cinema, història i art. Aquesta és comparable amb revistes com Vanity Fair, Vogue o Harper's pel seu estil luxós i prestigiós en el marc de l'esnobisme barceloní dels anys vint del segle xx.

## Història

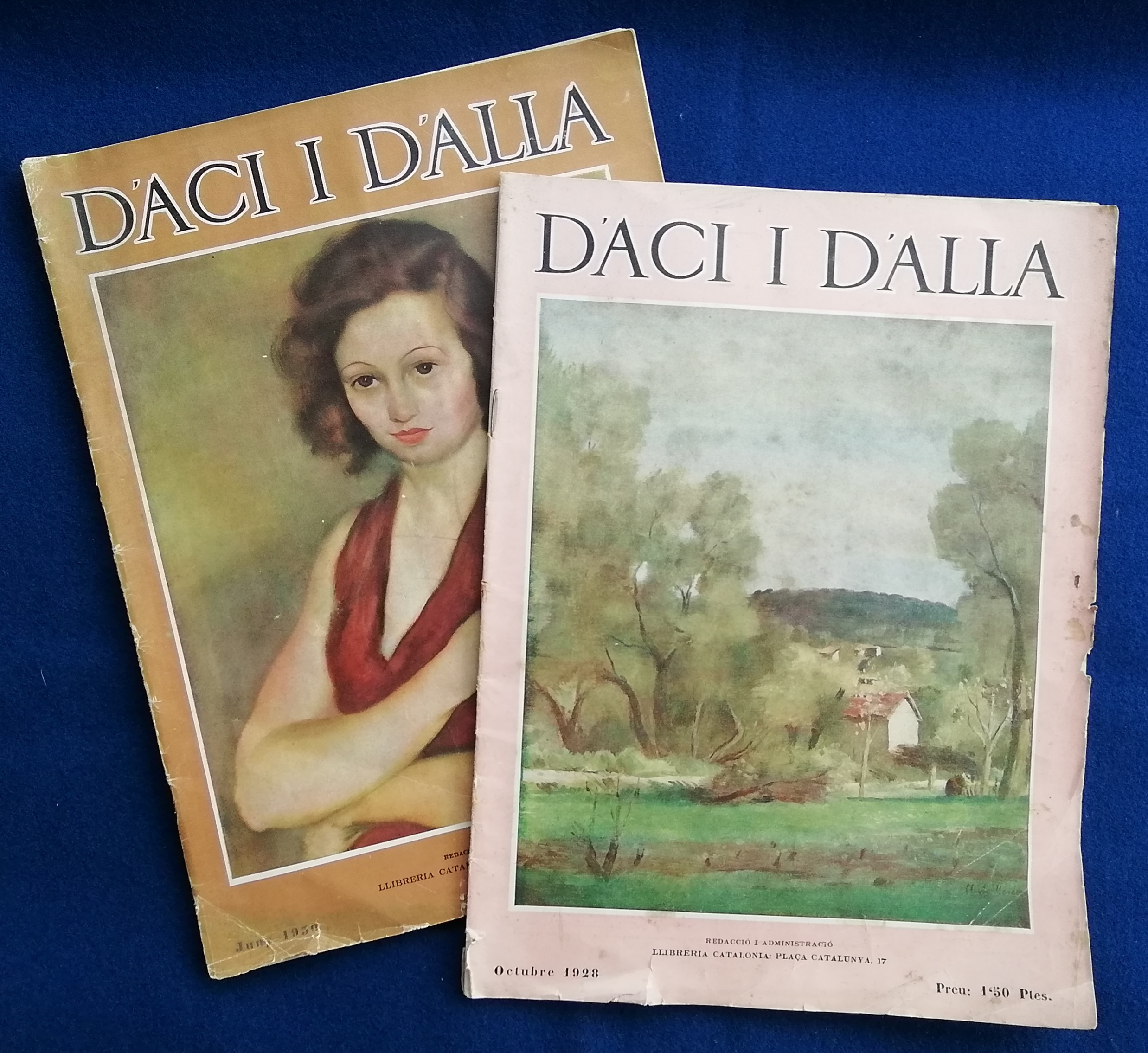
Dos exemplars del magazín D'ací i d'allà dels anys 1928 i 1930

La primera aparició (vol. 1, núm. 1) tingué lloc al 10 de gener del 1918. Josep Carner és el primer director D'Ací i d'Allà durant el seu primer any de vida (1918-1919) fins que deixa la direcció. La seva empremta influencia notablement en el treball del posterior director, Ignasi M. Folch i Torres, des del 1919 al 1924. Aquest mantingué les característiques generals de publicació establertes pel model de Carner que definien una personalitat pròpia de la revista. Tot i això, l'arribada de Carles Soldevila per encàrrec d'Antoni López i Llausàs entre el 1924 i 1936 significà un gran canvi en el caràcter de la revista, en edició i direcció.
Durant la primera etapa (1918-1924) la revista serà de l'Editorial Catalana (1917-1924) formada per accionistes de la Lliga Catalana i Josep Pugés (i el seu germà), integrants del partit regionalista. Aquesta editorial tenia la finalitat de catalanitzar diversos rams de la cultura, donant així importància a la seva pròpia cultura i promoure el nacionalisme.
A partir del núm. 55, al juliol de 1922, apareix amb el títol D'ací i d'allà, amb la partícula "i".
Fent referència al format, el magazín estava compost per un total de 86 a 100 pàgines: la publicitat ocupava de 7 a 10 pàgines, la fotografia omplia de 32 a 40 pàgines, els dibuixos i gravats entre 7 i 10 pàgines; i el text es podria condensar en 32 a 40 pàgines. Això ens permet quantificar aproximadament pocs espais buits als números. Les dimensions de les pàgines eren de 283 a 285 cm².
A partir del 1924, a l'inici de la segona etapa de la revista dirigida per Soldevila (1924-1936), D'Ací i d'Allà s'aproparà més a capes més aburgesades pel fet que el nou director introduirà intel·lectuals de classe alta a la redacció. Soldevila proporcionarà un estil peculiar i definit. Prèviament, a la primera a etapa de la revista, la tonalitat del contingut es ficava èmfasi en l'estètica acurada i l'art, a part dels diferents temes d'actualitat; Soldevila canviarà això lleument i donarà molt més protagonisme a la literatura, clarament, equilibrada amb altres temes com la bellesa femenina, els esports de classes elitistes (hípica i golf), el cinema americà, el teatre català, urbanisme i arquitectura… Les darreres mencions temàtiques són destacables perquè Soldevila mostra un “barcelonisme” que es plasmarà en la revista amb fets d'interès i preocupacions per la ciutat, sobretot relacionades amb arquitectura i urbanisme. És a partir del núm. 79 (jul. 1924), que la revista perd el subtítol de "magazine trimestral", que al 1928 tornarà com "magazine català". A més, la direcció suposarà el canvi d'editorial també, ja que a partir de 1925 l'editor serà Llibreria Catalònia. Al 1929 es dona amb la publicació un número extraordinari dedicat a l'Exposició Internacional de Barcelona.
La proclamació de la la Segona República Espanyola el 1931 causà un trasbals empresarial a la revista; per això no retorna fins 1932 amb un canvi a l'equip de Soldevila, la direcció artística de Josep Sala. A la seva retornada, la revista va canviar la seva periodicitat de publicació, de mensual passà a trimestral. A partir del 1932 s'hi accentuà el caire de modernitat: més importància a la imatge i al color, a les planes publicitàries, a l'exotisme; destaca el número especial sobre l'art d'avantguarda (hivern del 1934).
Pel que fa al preu, el suport dels subscriptors, l'èxit de vendes i els grans tiratges feren que l'editorial proposés “un petit delme que pagareu a la cultura pàtria” (1922). Així doncs, en la primera etapa, el preu era d'1 pesseta inicialment, i més endavant, d'1,25 pessetes. Tanmateix, a la segona etapa el preu puja i podem veure a les portades com el número surt a 5 pessetes.
Poc abans de la Guerra Civil (1936-1939) es fa la darrera publicació: fou el vol. 24, núm. 185, el juny del 1936.

## Censura
Durant la Dictadura de Primo de Rivera la revista tancà. La Crònica Catalana i Crònica estrangera foren les primeres les seccions informatives de la revista que desaparegueren amb l'etapa de la dictadura de Primo de Rivera (1924-1930). Aquestes foren fundades per Carner i deixaven buits informatius al magazín. Més endavant la revista tanca durant el període de dictadura. Més endavant, amb la fi de la dictadura al 1932, es feu una suspensió de la revista del gener al maig. Retornada amb un caire més modern de la revista

## Públic
Alexandre Cirici, crític d'art, cita en diverses ocasions el públic del magazín:
“La societat de la burgesia catalana enriquida per la guerra del 1914-1918 que tenia l'oportunitat de desenvolupar el gust per viure amb un hedonisme accentuat”.
"Grup cosmopolita format per la població culta de classes altes i mitjanes, interessades pel jazz, el cinema i la literatura, el barri xinés (Raval), l'art negre, Stravinsky,.. esnobisme barceloní".

## Contingut
L'europeisme i la modernitat es van veure des dels primers números de la revista. Segons Daniel Giralt-Miracle fou “El primer magazine europeu publicat a casa nostra”.
La revista presenta novetats, com ara l'abundància de dibuixos i fotogravats, una impressió perfeccionista i les cobertes en color, les quals moltes eren fruit de l'enginy d'algun artista reconegut. Les portades a color que recordaven d'altres revistes destacables en el marc de les arts gràfiques com Blanco y Negro i La esfera, de Madrid. Per això Francesc Fontbona de Vallescar, historiador d'art, classificava la revista com “decorativisme dandi”, un esteticisme refinat i elegant. Cal destacar com Emili Ferrer presentava mitjançant els seus dibuixos la realitat envolcallant, creava un contingut on el món era “un gran festival”, apareixia la sensualitat de l'exotisme oriental i el misteri en noies fotografiades. La heterogeneïtat en el contingut artístic de la revista reflectia una llibertat en les opcions gràfiques així com un cert eclecticisme.
L'àmplia llista d'escriptors i d'il·lustradors que hi col·laboraren descriu l'eclecticisme intel·lectual i polític de la revista. Com a revista eclèctica, tractava tant qüestions d'art i literatura, com decoració, natura i arts aplicades. La seva edició i maquetació era acurada i luxosa, a l'estil d'altres publicacions europees o nord-americanes com Vanity Fair, Vogue o L'Illustration. En destacava, sens dubte, la qualitat i curada elaboració de les portades. Tenia, doncs, una vocació d'excel·lència que es transmetia tant pel seu aspecte físic com pels continguts que tractava

## Directors
- Josep Carner (1918-1919)
- Ignasi M. Folch i Torres (1919-1924)
- Antoni López i Llausàs i Carles Soldevila (1924-1936)

## Col·laboradors més destacats

### Il·lustradors
- Emili Ferrer (1899 -1970), fou un reconegut dibuixant i decorador que fèu entre d'altres col·laboracions, l'il·lustració acompanyant al text de Prudenci Bertrana, “Caminar sota la lluna”.
- Joan Junceda
- Joan d'Ivori
- Lola Anglada
- Esteve Monegal
- Feliu Elias
- Jaume Busquets
- Enric Moneny
- Pere Torné i Esquius

### Escriptors
- Carles Riba
- Marià Manent
- Carles Soldevila
- Alfons Maseras
- Josep Maria López-Picó
- Josep Maria Millàs-Raurell
- Josep Pla
- Eugeni Xammar
- Josep Maria Junoy
- Ventura Gassol
- Guerau de Liost
- Tomàs Garcés
- Josep Maria de Sagarra
- Clementina Arderiu
- Alexandre Plana
- Lluís Nicolau d'Olwer
- Rossend Llates